# Henry Iden
Henry Iden (falecido em 1568) de Islington, Middlesex, foi um membro do Parlamento inglês.
Ele foi um membro (MP) do Parlamento da Inglaterra por Shaftesbury em 1563.